# Nunciatura apostòlica a França

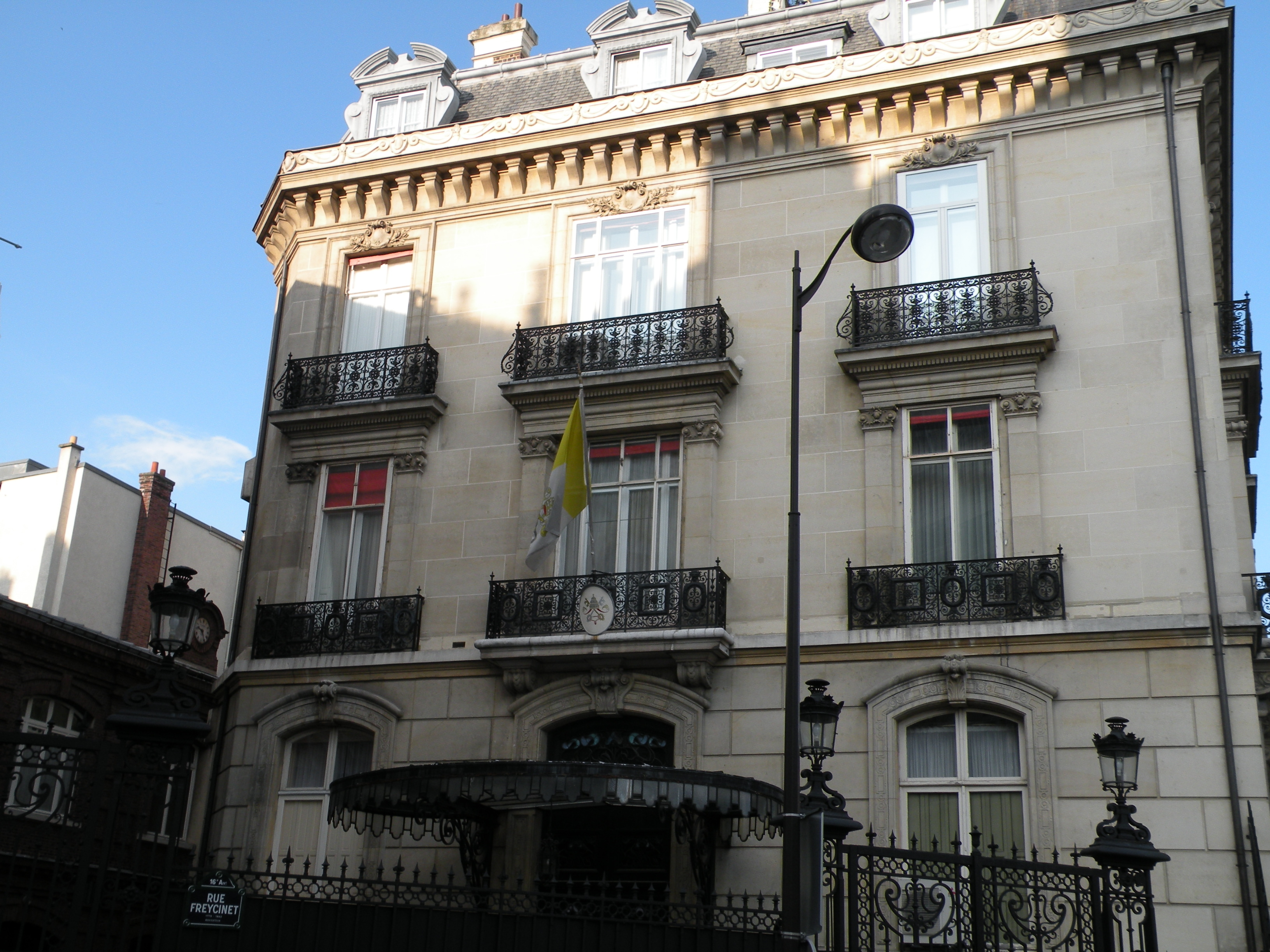
La seu de la Nunciatura Apostòlica a França

La nunciatura apostòlica a França és la representació diplomàtica permanent de la Santa Seu a França. La seu es troba a París. La nunciatura és dirigida per un diplomàtic, anomenat nunci apostòlic a França, que té el rang de nunci, segons l'article 14 de la Convenció de Viena del 1961.

## Història
L'origen de la nunciatura apostòlica a França és remunta a temps remots.
Molts personatges rellevants de la Cúria Pontifícia en el transcurs dels segles han prestat servei com a nuncis apostòlics a França, en particular durant el segle xvii, en l'època de l'esplendor de la cort de Lluís XIV, a causa de la potència de França i de la política eclesiàstica adoptada pels sobirans francesos.
Amb el final del segle xviii i del xix, i novament a inicis del segle xx, les relacions entre França i la Santa Seu perillaren per motiu de les tendències laïcistes i anticlericals condemnades entre d'altres pel Papa Pius X.
Després de la I Guerra Mundial les relacions entre els dos estats es tranquil·litzaren, millorant notablement amb la presidència de Charles de Gaulle. Durant la Segona Guerra Mundial, a causa de l'antisemitisme promogut pel Govern de Vichy, molts bisbes es van oposar al manteniment de relacions diplomàtiques amb el govern francès.

## Llista dels nuncis apostòlics

### Segle XV
- Beat Niccolò Albergati † (febrer de 1422 - agost de 1423) (arquebisbe de Bolonya)
- Pietro del Monte † (1441 - 1444, nomenat bisbe de Brescia)
- Stefano Nardini (1467 - 1468)

### Segle XVI
- Jean Ferrier † (març de 1500 - març de 1503)
- Carlo Domenico del Carretto † (desembre de 1503 - maig de 1505)
- Pierre Filleul † (setembre de 1505 - 1507)
- Angelo Leonini † (març de 1509 - setembre de 1510)
- Roberto Acciaioli † (setembre de 1510 - juny de 1514)
- Ludovico di Canossa † (juny de 1514 - agost de 1517)
- Giovanni Stafileo † (agost de 1517 - desembre de 1520)
- Giovanni Rucellai † (1520 - desembre de 1521)
- Esteban Gabriel Merino † (abril de 1522 - setembre de 1523)
- Girolamo Aleandro † (octubre de 1524 - febrer de 1525)
- Roberto Acciaioli † (21 d'abril de 1526 - maig de 1527)
- Giovanni Salviati † (juny de 1527 - agost de 1529)
- Cesare Trivulzio † (31 d'octubre de 1529 - gener de 1535)
- Rodolfo Pio di Carpi † (9 de gener de 1535 - maig de 1537)
- Filiberto Ferrerio † (juny de 1537 - desembre de 1540)
- Girolamo Dandino † (desembre de 1540 - maig de 1541)
- Girolamo Capodiferro † (maig de 1541 - juny de 1543)
- Girolamo Dandino † (juny de 1543 - maig de 1544)
- Alessandro Guidiccione † (maig de 1544 - juliol de 1546)
- Girolamo Dandino † (juliol de 1546 - agost de 1547)
- Michele de la Torre † (20 d'agost de 1547 - 20 d'abril de 1550)
- Antonio Trivulzio † (25 d'abril de 1550 - 5 d'agost de 1551)
  - trencament de les relacions diplomàtiques (1551 - 1552)
- Prospero Santacroce † (15 de juliol de 1552 - maig de 1554)
- Filippo Antonio Gualterio † (19 de maig de 1554 - octubre de 1556)
- Cesare Brancaccio † (1556 - 20 de juliol de 1557)
- Lorenzo Lenzi † (juliol de 1557 - abril de 1560)
- Sebastiano Gualterio † (24 d'abril de 1560 - 12 de maig de 1561)
- Prospero Santacroce † (12 de maig de 1561 - octubre de 1565)
- Francesco Beltramini † (octubre de 1565 - març de 1566)
- Michele de la Torre † (25 de març de 1566 - 12 d'agost de 1568)
- Fabio Mirto Frangipani † (12 d'agost de 1568 - 11 de juny de 1572)
- Anton Maria Salviati † (11 de juny de 1572 - 1577)
- Anselmo Dandino † (30 de desembre de 1577 - 1581)
- Giovanni Battista Castelli † (1 d'abril de 1581 - 27 d'agost de 1583 mort)
- Gerolamo Ragazzoni † (28 de setembre de 1583 - 1586 renuncià)
- Fabio Mirto Frangipani † (14 de juny de 1586 - 17 de març de 1587 mort)
- Gianfrancesco Morosini † (març de 1587 - 1589)
- Enrico Caetani † (25 de setembre de 1589 - setembre de 1590)
- Marsilio Landriani † (1 de maig de 1591 - febrer de 1592)
- Filippo Sega † (15 d'abril de 1592 - juny de 1594)
  - sede vacante (1594 - 1596)
- Francesco Gonzaga † (10 de maig de 1596 - 1599)
- Gasparo Silingardi † (9 de febrer de 1599 - 1601)

### Seglexvii
- Innocenzo del Bufalo-Cancellieri † (14 de juny de 1601 - 26 de setembre de 1604 renuncià)
- Maffeo Barberini † (4 de desembre de 1604 - 1606 nomenat oficial de la Cúria Pontifícia)
- Roberto Ubaldini † (20 de setembre de 1607 - 1616)
- Guido Bentivoglio † (9 de juliol de 1616 - 11 de gener de 1621 nomenat cardenal)
- Ottavio Corsini † (25 de febrer de 1621 - desembre de 1623 renuncià)
- Bernardino Spada † (4 de desembre de 1623 - 1627 nomenat oficial de la Cúria Pontifícia)
- Gianfrancesco Guidi di Bagno (27 de febrer de 1627 - 1630 renuncià)
- Alessandro Bichi † (20 de setembre de 1630 - 1634 renuncià)
- Giorgio Bolognetti (26 de març de 1634 - 1639 renuncià)
- Ranuccio Scotti Douglas † (7 de setembre de 1639 - 1641 renuncià)
- Girolamo Grimaldi-Cavalleroni † (27 de març de 1641 - juny de 1643 renuncià)
- Nicolò Guidi di Bagno † (23 d'abril de 1644 - desembre de 1656 renuncià)
- Celio Piccolomini † (27 d'octubre de 1656 - agost de 1663 renuncià)
- Carlo Roberti † (26 d'abril de 1664 -)
- Pietro Bargellini † (11 de febrer de 1668 - juliol de 1671 renuncià)
- Francesco Nerli † (20 d'abril de 1672 - 12 de juny de 1673)
- Fabrizio Spada † (12 de desembre de 1673 - 27 de maig de 1675 renuncià)
- Pompeo Varese † (1676 - 1678)
  - Giovanni Battista Lauri † (1679 - 1683) (nomenatad interim)
- Angelo Maria Ranuzzi † (1683 - 17 de maig de 1688 nomenat arquebisbe de Bolonya)
- Giovanni Giacomo Cavallerini † (1 de juliol de 1692 - 1695)
- Daniele Dolfin † (7 de gener de 1696 - 15 de setembre de 1698 nomenat bisbe de Brescia)

### Seglexviii
- Filippo Antonio Gualterio † (3 d'abril de 1700 - 21 de novembre de 1701 nomenat bisbe d'Imola)
- Lorenzo Fieschi † (21 de gener de 1702 - 18 de maig de 1705 nomenat arquebisbe de Gènova) (nunzio straordinario)
- Agostino Cusani † (22 de maig de 1706 - 14 d'octubre de 1711 nomenat bisbe de Pavia)
- Cornelio Bentivoglio † (20 de maig de 1712 - 1715 jubilat)
- Bartolomeo Massei † (27 d'agost de 1722 - 1730 renuncià)
- Raniero d'Elci † (2 de gener de 1731 - 10 d'octubre de 1738 renuncià)
- Carlo Francesco Durini † (10 de gener de 1744 - 23 de juliol de 1753 nomenat arquebisbe, a títol personal, de Pavia)
- Luigi Gualterio † (2 de març de 1754 - 24 de setembre de 1759 creat cardenal)
- Pietro Colonna Pamphili † (4 de març de 1760 - 26 de setembre de 1766 creat cardenal)
- Bernardino Giraud † (28 d'abril de 1767 - 15 de març de 1773 nomenat arquebisbe de Ferrara)
- Giuseppe Maria Doria Pamphilj † (6 de setembre de 1773 - 14 de febrer de 1785 nomenat cardenal prevere de San Pietro in Vincoli)
- Antonio Dugnani † (14 de juny de 1785 - 31 de maig de 1791 renuncià)

### Seglexix
- - cap diplomàtic acreditat (1800 - 1816)
- Carlo Zen † (26 de novembre de 1817 - 1819 nomenat segretario de la Congregació dels bisbes i regulars)
- Vincenzo Macchi † (22 de novembre de 1819 - 2 d'octubre de 1826 nomenat oficial de la Cúria Pontifícia)
- Luigi Emmanuele Nicolo Lambruschini, B. † (14 de novembre de 1826 - juliol de 1830 renuncià)
  - Antonio Garibaldi † (21 d'octubre de 1831 - 1842 renuncià) (encarregat d'afers)
- Raffaele Fornari † (14 de gener de 1843 - 7 de juny de 1851 nomenat prefecte de la Congregació dels estudis)
- Antonio Garibaldi † (30 de setembre de 1850 - 16 de juny de 1853 mort)
- Carlo Sacconi † (4 d'octubre de 1853 - 30 de setembre de 1861 nomenat cardenal prevere de Santa Maria del Popolo)
- Flavio Chigi † (1 d'octubre de 1861 - 1873 nomenat oficial de la Cúria Pontifícia)
- Pier Francesco Meglia † (10 de juliol de 1874 - 1879 renuncià)
- Wlodzimierz Czacki † (19 de setembre de 1879 - 8 de març de 1888 mort)
- Camillo Siciliano di Rende † (26 d'octubre de 1882 -)
- Luigi Rotelli † (23 de maig de 1887 - 15 de setembre de 1891 mort)
- Domenico Ferrata † (23 de juny de 1891 - 22 de juny de 1896 nomenat prefecte de la Congregació per a les indulgències i les sacres relíquies)
- Eugenio Clari † (24 d'octubre de 1896 - 8 de març de 1899 mort)

### Segle XX
- Benedetto Lorenzelli † (19 de maig de 1899 - 31 de juliol de 1904 renuncià)
  - trencament de les relacions diplomàtiques (1904 - 1921)
- Bonaventura Cerretti † (20 de maig de 1921 - 14 de desembre de 1925 nomenat cardenal prevere de Santa Cecilia)
- Luigi Maglione † (23 de juny de 1926 - 22 de juliol de 1938 nomenat prefecte de la Congregació del Concili)
- Valerio Valeri † (11 de juliol de 1936 - 23 de desembre de 1944 nomenat oficial de la Secretaria d'Estat de la Santa Seu)
- Angelo Giuseppe Roncalli (22 de desembre de 1944 - 15 de gener de 1953 nomenat patriarca de Venècia)
- Paolo Marella † (15 d'abril de 1953 - 14 de desembre de 1959 renuncià)
- Paolo Bertoli † (16 d'abril de 1960 - 23 d'abril de 1969 nomenat oficial de la Cúria Pontifícia)
- Egano Righi-Lambertini † (23 d'abril de 1969 - 30 de juny de 1979 nomenat oficial de la Cúria Pontifícia)
- Angelo Felici † (27 d'agost de 1979 - 1 de juliol de 1988 nomenat prefecte de la Congregació per a les Causes dels Sants)
- Lorenzo Antonetti † (23 de setembre de 1988 - 24 de juny de 1995 nomenat pro-president de la Administració del Patrimoni de la Seu Apostòlica)
- Mario Tagliaferri † (13 de juliol de 1995 - 21 de maig de 1999 mort)

### Segle XXI
- Fortunato Baldelli † (19 de juny de 1999 - 2 de juny de 2009 nomenat penitencier major de la Penitenciaria Apostòlica)
- Luigi Ventura, des de 22 de setembre de 2009